# Bahnhof Aken (Elbe)
Der Bahnhof Aken (Elbe) ist der Bahnhof der Kleinstadt Aken (Elbe) im Landkreis Anhalt-Bitterfeld in Sachsen-Anhalt. Er ist Endpunkt der Bahnstrecke Köthen–Aken und ging 1890 in Betrieb. Der planmäßige Personenverkehr endete im Dezember 2007. Güterverkehr findet weiterhin bei Bedarf statt.

## Lage
Der Strecke mit dem Bahnhof verläuft im Westen der Stadt. Der Ortskern liegt etwa 500 Meter weiter nordöstlich. Die angrenzenden Straßen sind die Bahnhofstraße und die Flurstraße. Der Haltepunkt Trebbichau befindet sich fast fünf Kilometer weiter südlich. In Richtung Norden führt ein Anschlussgleis weiter zum Elbhafen und ins Industriegebiet Aken Ost.

## Geschichte
Am 1. Mai 1890 fand die Eröffnung von Strecke und Bahnhof statt, als der erste Personenzug von Köthen kommend über die neue Strecke nach Aken fuhr. Die feierliche Einweihung des Bahnhofs fand schon einen Tag zuvor statt.
Bereits 1889 hatte der Hafen seinen Betrieb aufgenommen. Aufgrund der stark gestiegenen Transportmengen war es nicht mehr möglich, alle Güter mit Fuhrwerken über die Straße zu transportieren. Daher wirkte sich der Bahnhof sehr positiv auf die örtliche Wirtschaft aus. Weitere Betriebe siedelten sich in der Nähe des Hafens an. Dazu gehörten eine Graupenmühle, eine Ölmühle, ein Stahlbauer, ein Getreidehandel, ein Getreidesilo und ein Kohlehändler. Vor und im Zweiten Weltkrieg kamen noch ein Tanklager, ein Magnesit- und ein Aluminiumwerk hinzu. Die Gleisanschlüsse blieben nach dem Krieg erhalten. Bauern verluden über die Ladestraße Rüben und Kartoffeln. Das Aluminiumwerk wurde abgebaut und als Reparationsleistung an die Sowjetunion ausgeliefert.
Zu DDR-Zeiten wuchs das Güterverkehrsaufkommen kräftig. Fünf Güterzüge fuhren täglich nach Aken, ebenso wurde bis kurz vor der Wende die Post mit der Bahn nach Aken gebracht. Für bis zu 37 Beschäftigte war der Bahnhof der Arbeitsplatz; sie entfielen auf den Bahnhof selbst, das Stellwerk, die Schranke zum Hafen und die Fahrkartenausgabe.
Nach 1989 ging der Personenverkehr stark zurück. Trotz einiger Diskussion über eine mögliche Stilllegung wurde im Winter 1993/94 der Oberbau im Bahnhof erneuert. Dies war für den Anschluss zum Hafen notwendig. Der restliche Güterverkehr brach größtenteils ein. Das Magnesitwerk war noch der wichtigste Kunde. Die Anschlüsse zu Woodward (Einspritzgerätewerk) und Heenemann (Stahl) baute man danach weiter aus. 1994 kam es zur Schließung der Fahrkartenausgabe; ein Automat wurde dafür installiert.
Der Güterverkehr nahm in den folgenden Jahren wieder zu. Ungefähr bis zum Jahre 2000 kam es zur Verladung von Holz, Salz und Schrott im Hafen. Bis 1999 wurde auf der Ladestraße Kohle durch den örtlichen Brennstoffhändler ausgeladen. 2000 stellte die Deutsche Bahn den Transport ein und der Hafen benötigte einen neuen Transportpartner. Die Mitteldeutsche Eisenbahngesellschaft nahm den Verkehr danach auf. Seitdem wurde eine Düngerfirma bedient. Ebenso hat das Solvay-Werk Bernburg (Saale) ein Kokslager im Hafen. Bei Bedarf findet hier Güterverkehr statt. Ab 2005 erhielt das Magnesitwerk nach zweijähriger Pause wieder Waggons. Das Tanklager wurde ab 2006 wieder angefahren, wofür ein neuer Anschluss entstand.
Im November und Dezember 2005 wurden alle nicht mehr benötigten Gleise und Signale im Bahnhof entfernt. Nur noch zwei Gleise und zwei Weichen blieben übrig.
2006 wurden mit der Eisenbahn 51.000 Tonnen im Container- und Massengutbereich vom und zum Hafen transportiert. Im Vorjahr waren es nur 31.000 Tonnen. Am 28. Februar 2007 fand erstmals Schwerlastverkehr im Akener Bahnhof statt.

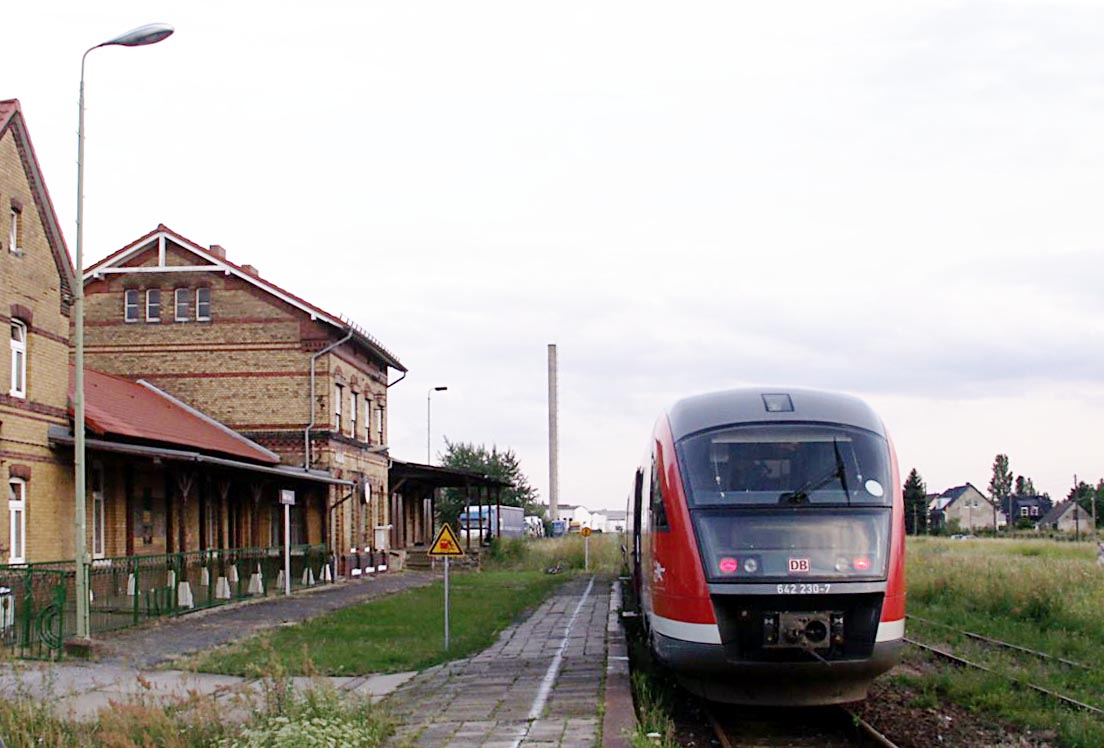
Regionalzug im Bahnhof (2007)

Seit dem 9. Dezember 2007 wird der Bahnhof Aken nicht mehr planmäßig im Personenverkehr bedient, nachdem das Land Sachsen-Anhalt die SPNV-Leistungen auf der Strecke zwischen Köthen und Aken abbestellt hatte. Zuletzt fuhren die Züge täglich im Stundentakt. Am Wochenende und an Feiertagen gab es nur ein zweistündliches Angebot. Das Verkehrsunternehmen war die Elbe Saale Bahn. Seitdem verkehren zwischen beiden Orten Busse. Der Güterverkehr war nach der Einstellung des Personenverkehrs stark rückläufig. Nachdem die Bayerische Regionaleisenbahn, eine Tochter der Deutschen Regionaleisenbahn, den Betrieb 2012 auf der Strecke nach einer Ausschreibung an Dritte übernommen hatte, wurde in Aken der Fahrdienstleiter abgezogen. Schrankenbäume wurden abgebaut und die Signale ungültig gemacht. So muss an den betroffenen Stellen stets angehalten werden, bis das Zugpersonal die Strecke freigegeben hatte. Alle weiteren Nebengleise im Bahnhof sind gesperrt. Bis Anfang 2010 fuhr ein Containerzug wöchentlich Aken an. Ansonsten fuhren in den 2010er Jahren Bedarfszüge der DB Cargo für das Solvaywerk Bernburg und für die Düngerfirma mit privaten Eisenbahnverkehrsunternehmen.
Zu bestimmten Anlässen finden Fahrten im Personenverkehr statt. Zwischen 2008 und 2012 wurden pro Fahrt 200 bis 1600 Reisende gezählt.
Im März 2016 war Aken (Elbe) einer von 215 Tarifpunkten des Schienengüterverkehrs, für die DB Cargo mangels Rentabilität die Streichung ankündigte. Diese wurde vollzogen und auch andere Betreiber beförderten in den folgenden Jahren immer weniger Züge nach Aken. Im gesamten Jahr 2023 lagen die aus der Trassenvermietung erzielten Einnahmen des Infrastrukturbetreibers bei nur 800 Euro. Am 24. September 2024 bot die Bayerische Regionaleisenbahn die Strecke daher Dritten zur Übernahme an.

## Anlagen

### Empfangsgebäude
Das vor 1900 entstandene Empfangsgebäude steht heute unter Denkmalschutz.
1997 sanierten ein örtlicher Verein und DB Station&Service AG Dach, Türen und Fenster des Empfangsgebäudes. Bis 2005 folgte die Sanierung weiterer Räume. Ein Jahr später wurde dort ein Museum eingerichtet, das sich mit der Eisenbahngeschichte in Aken beschäftigt. 2008 wurde allen Mietern durch DB Station&Service gekündigt. Ab dem 31. Dezember desselben Jahres stand das Gebäude zunächst leer. Mitte 2010 erwarb es eine Privatperson, um es für Wohnzwecke zu nutzen. Der Verein zog 2014 in ein Gebäude im Hafen um.

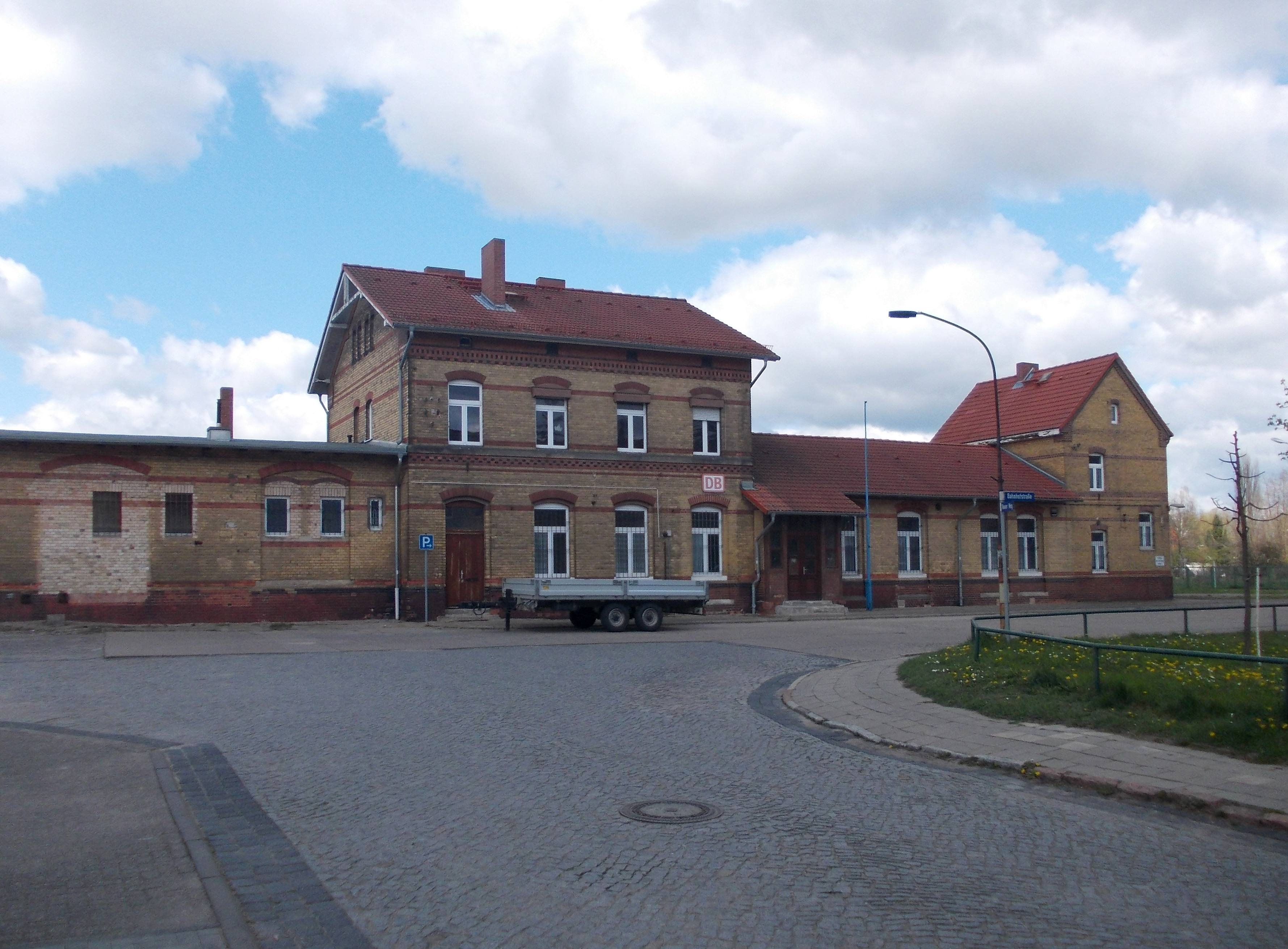
Empfangsgebäude (2015)

### Stellwerke
Das mechanische Fahrdienstleiterstellwerk „As“ des Herstellers Gast wurde 1941 in Betrieb genommen, am 26. Juli 2012 endete die Nutzung.